# Ouzinkie
Ouzinkie é uma cidade localizada no estado americano de Alasca, no Distrito de Kodiak Island.

## Demografia
Segundo o censo americano de 2000, a sua população era de 225 habitantes.
Em 2006, foi estimada uma população de 206, um decréscimo de 19 (-8.4%).

## Geografia
De acordo com o United States Census Bureau, a localidade tem uma área de 19,9 km², dos quais 15,6 km² cobertos por terra e 4,3 km² cobertos por água.

## Localidades na vizinhança
O diagrama seguinte representa as localidades num raio de 40 km ao redor de Ouzinkie.